# Musée national d'Art africain
Pour d'autres musées d'art africain, voir Musée d'art africain (homonymie).
Le musée national d'Art africain (en anglais : National Museum of African Art en anglais, abrégé en NMAfA) est le musée d'art africain de la Smithsonian Institution, situé dans la capitale des États-Unis.
Ses collections comprennent au début du XXIe siècle 9 000 œuvres d'art africain traditionnel et contemporain provenant d'Afrique subsaharienne et d'Afrique du Nord, 300 000 photographies et 50 000 livres.
Le musée a dans un premier temps été privé, fondé en 1964, par un collectionneur.
Sa collection est initialement axée sur l'art africain traditionnel et sur une mission éducative visant à enseigner l'héritage culturel noir. Pour assurer la pérennité du musée et de sa collection, ce fondateur obtient du Congrès que le musée soit placé sous les auspices de la Smithsonian Institution. Le musée rejoint le Smithsonian en 1979 et devient le musée national d'Art africain deux ans plus tard.
Au cours des années suivantes, ce musée d'art africain continue à acquérir des œuvres traditionnelles et contemporaines d'importance historique.

## Historique
À la fin des années 1950, Warren Murray Robbins, américain issu d’une famille juive venue d’Ukraine, achète des pièces d'art africain dans un magasin d'antiquités près de Hambourg, en Allemagne, et devient collectionneur. En 1963, il fonde le Center for Cross Cultural Communication, un institut éducatif et un centre culturel à but non lucratif. En 1964, la Frederick Douglass House est mise sur le marché. Robbins l’acquière, utilisant toutes ses économies pour la moitié du prix d'achat et obtenant un prêt hypothécaire pour le reste.
L’acquisition de ce lieu au Capitol Hil et l'argent récolté par le Center for Cross Cultural Communication permettent à Robbins de fonder le Museum of African Art, le musée d'Art africain, en mai 1964,, premier musée d’art africain aux États-Unis. Ce musée se concentre sur l'art africain traditionnel et sur une mission éducative visant à enseigner l'héritage culturel des Noirs. Il sert également de lieu de rencontre convivial pour les personnes intéressées par la politique raciale américaine, dans la lignée des efforts déployés par le Black Arts Movement dans les années 1960 et 1970 pour améliorer le connaissances des cultures africaines aux États-Unis, et ceci dans un contexte marqué par le Mouvement américain des droits civiques,.
Pour assurer la pérennité du musée, Robbins obtient du Congrès qu’il soit intégré à la Smithsonian Institution, un groupe fédéral de musées et de centres de recherche. La Chambre des représentants donne son feu vert à cette évolution en 1978, avec le soutien de représentants tels que John Brademas, Lindy Boggs, Ron Dellums, du Caucus noir du Congrès et de l'ancien vice-président Hubert Humphrey. Les directeurs de la Smithsonian Institution intègrent le musée l'année suivante au sein de leur institution et commencent à planifier le déménagement de la collection dans un véritable musée. En 1981, le musée est rebaptisé musée national d'Art africain.
Début 1983, Sylvia Williams devient directrice du musée. Plus tard dans l'année, le Smithsonian commence à construire un nouveau bâtiment dédié à ce musée d'art africain. Il ouvre en septembre 1987 avec une surface d’exposition plus grande,. La collection s'élargit aux œuvres contemporaines et aux œuvres de l'Afrique du Nord arabe, au-delà de l'Afrique subsaharienne traditionnelle.
Après la mort de Sylvia Williams en 1996, la conservatrice Roslyn Walker occupe le poste de directrice de 1997 jusqu'à sa retraite en 2002. Walker poursuit les orientations de son prédécesseur et ajoute une galerie d'art contemporain. Sharon Patton, ancienne directrice du Allen Memorial Art Museum de l'Oberlin College, occupe le poste de directrice entre 2003 et 2008. Son mandat est marqué par un plus grand nombre d'expositions destinées aux enfants et par la démission en bloc du conseil consultatif face à la direction de la Smithsonian.
Johnnetta Cole, anthropologue et ancienne présidente des collèges Spelman et Bennett, devient directrice du musée en 2009. Elle prend sa retraite en mars 2017. et est remplacée par le cinéaste et conservateur britannique Gus Casely-Hayford en février 2018.
En 2021, la consultante en muséologie Ngaire Blankenberg devient directrice du musée. Au cours de son mandat, Ngaire Blankenberg défend le principe du rapatriement d’objets de la collection du musée vers les pays africains et, en 2022, le musée restitue au Nigeria 29 bronzes béninois pillés. Ngaire Blankenberg démissionne de son poste le 31 mars 2023, invoquant une « résistance individuelle et institutionnelle ».

## Architecture
La construction du bâtiment du musée sur le National Mall commence au milieu de l'année 1983. Le projet, qui comprend également la galerie Arthur M. Sackler pour l'art asiatique du Smithsonian, permet de créer 368 000 pieds carrés d'espace d'exposition pour un coût de 73,2 millions de dollars, dont la moitié est financée par le gouvernement fédéral[7]. La quasi-totalité de cet espace est créée sous terre afin de ne pas affecter le bâtiment de la Smithsonian Institution (le château), emblème du quadrilatère, sa verdure ou sa vue, un peu au détriment de la visibilité des nouvelles constructions.

## Collection permanente
Le musée national d'Art africain est dans les années 1980 la première institution consacrée à l'art africain aux États-Unis, suivi par le Center for African Art  (renommé depuis en African Center) basé à New York. La collection du musée national d'Art africain est plus importante. En 2008, elle comprend 9 000 objets et 300 000 photographies. Les objets vont des sculptures et masques du XVe siècle à l'art contemporain sur multimédia. Les photographies comprennent, entre autres, des contributions importantes des photojournalistes Eliot Elisofon et Constance Stuart Larrabee. Elisofon avait couvert les principaux événements du XXe siècle pour Life, et Larrabee a couvert la Seconde Guerre mondiale et la vie en Afrique du Sud. Le musée collectionne des objets à la fois pour leurs utilisations traditionnelles et leurs valeurs esthétiques.
Cette collection originale est surtout axée sur l'Afrique subsaharienne, avec une meilleure représentation de la côte guinéenne et du Soudan occidental que de l'Afrique centrale.
Sous le mandat de Roslyn Walker, ce musée élargit sa collection d'art contemporain. Cette année-là, la photographe Constance Stuart Larrabee offre également 3 000 photographies sur l’Afrique du Sud. La bibliothèque du musée s'agrandit aussi en rejoignant le Smithsonian, passant de 3 000 à 30 000 ouvrages en arts visuels, anthropologie, cuisine, histoire, religion et voyages, notamment des ouvrages publiés en Afrique. Ce nombre d’ouvrages en bibliothèque continue ensuite d’augmenter.

## Sensibilisation
Le musée a donné une forte priorité à l'éducation et à la sensibilisation à l’art africain dès ses premières années d'existence. Son fondateur qualifiait l'institution d’« institution éducative avec un musée attaché ». Le musée met l'accent sur des programmes qui enseignent l'héritage culturel noir.